# Mountain Attack
Mountain Attack (deutsch Bergangriff) ist der Name eines jährlich im Jänner ausgetragenen österreichischen Rennwettbewerbs im Skibergsteigen bei Saalbach. Der Wettbewerb wurde 1999 erstmals ausgetragen und ist mittlerweile über die Landesgrenzen Österreichs hinaus bekannt. Skibergsteigen gehört 2026 zum olympischen Programm. Die bisherigen Teilnehmer kamen aus insgesamt 26 Nationen.
Ziel ist die Überwindung von insgesamt sieben Gipfeln und mehr als 3.000 Höhenmetern, die sich auf Aufstiege und Abfahrten verteilen, quer durch das Glemmtal. Es gibt sechs Rennklassen, jeweils für männliche und weibliche Teilnehmer eine kurze Tourstrecke sowie je zwei Marathonwertungen auf der langen Strecke, wobei die Altersklasse ab 45 Jahren separat gewertet wird. Seit Jänner 2024 gibt es den Staffel-Bewerb, bei dem die Marathon-Distanz in drei Teilbereichen (1150 HM / 950 HM / 910 HM) als Team bewältigt werden kann. Für Renn-Einsteiger gibt es das Schattberg-Race, ein Vertical-Bewerb, der über 1.000 HM auf den Schattberg führt und mit der Ankunft am Schattberg-Gipfel beendet ist. Start ist der Dorfplatz im Zentrum von Saalbach, Zieleinlauf für die Langdistanzen ist seit 2022 – via neue Abfahrt Bernkogel – die Talstation des Schattberg-Xpress.
2021 konnte der Wettbewerb wegen der COVID-19-Pandemie nicht stattfinden. 2022 wurde der Wettbewerb aus demselben Grund vom Jänner in den März verlegt.

## Jahresbeste (Marathon)
Seit 2004 tragen die Sieger bei den Männern den Titel Mountain Man. Bei den Frauen wird der Titel Mountain Woman vergeben.
Männer
| Jahr | Teilnehmer            | Land        | Zeit (h:min:sec)            |
| ---- | --------------------- | ----------- | --------------------------- |
| 1999 | Omar Oprandi          | Italien     | 3:05:39                     |
| 2000 | Fabio Meraldi         | Italien     | 2:59:51                     |
| 2001 | Luciano Fontana       | Italien     | 2:57:35                     |
| 2002 | Mirco Mezzanotte      | Italien     | 2:52:01.0                   |
| 2003 | Martin Hornegger      | Österreich  | 2:45:05.0                   |
| 2004 | Andreas Ringhofer     | Österreich  | 2:40:28                     |
| 2005 | Andreas Ringhofer     | Österreich  | 2:39:42                     |
| 2006 | Guido Giacomelli      | Italien     | 2:27:36.7                   |
| 2007 | Guido Giacomelli      | Italien     | 2:32:00.0                   |
| 2008 | Andreas Ringhofer     | Österreich  | 2:30:51.7                   |
| 2009 | Guido Giacomelli      | Italien     | 2:32:06.9                   |
| 2010 | Konrad Lex            | Deutschland | 2:36:27.0                   |
| 2011 | Kílian Jornet Burgada | Spanien     | 2:33:32.0                   |
| 2012 | Kílian Jornet Burgada | Spanien     | 2:17:14.22                  |
| 2013 | Christian Hoffmann    | Österreich  | 2:35:18.02                  |
| 2014 | Christian Hoffmann    | Österreich  | 2:31:27.66                  |
| 2015 | Tadl Pivk             | Italien     | 2:24:35                     |
| 2016 | Christian Hoffmann    | Österreich  | 2:25:46                     |
| 2017 | Anton Palzer          | Deutschland | 2:21:34                     |
| 2018 | Michele Boscacci      | Italien     | 2:18:57                     |
| 2019 | Michele Boscacci      | Italien     | 1:57:23 (verkürzte Strecke) |
| 2020 | Jakob Herrmann        | Österreich  | 2:15:10                     |
| 2022 | Christian Hoffmann    | Österreich  | 2:21:54                     |
| 2023 | Jakob Herrmann        | Österreich  | 2:22:14                     |
| 2024 | Christian Hoffmann    | Österreich  | 2:23:38                     |
| 2025 | Paul Verbnjak         | Österreich  | 2:15:57                     |

Frauen
| Jahr | Teilnehmer             | Land        | Zeit (h:min:sec)            |
| ---- | ---------------------- | ----------- | --------------------------- |
| 2002 | Simone Hornegger       | Österreich  |                             |
| 2003 | Simone Hornegger       | Österreich  | 3:34:12.0                   |
| 2004 | Simone Hornegger       | Österreich  | 3:35:23.1                   |
| 2005 | Simone Hornegger       | Österreich  | 3:25:40.1                   |
| 2006 | Simone Hornegger       | Österreich  | 3:25:40.1                   |
| 2007 | Francesca Martinelli   | Italien     | 3:24:48.6                   |
| 2008 | Francesca Martinelli   | Italien     | 3:20:37.4                   |
| 2009 | Francesca Martinelli   | Italien     | 3:09:16.7                   |
| 2010 | Michaela Eßl           | Österreich  | 3:00:52.5                   |
| 2011 | Mireia Miró Varela     | Spanien     | 2:55:34.0                   |
| 2012 | Michaela Eßl           | Österreich  | 2:54:54.28                  |
| 2013 | Rosmarie Pötzelsberger | Österreich  | 3:53:40.63                  |
| 2014 | Michaela Eßl           | Österreich  | 3:08:51.85                  |
| 2015 | Michaela Eßl           | Österreich  | 3:09:06                     |
| 2016 | Raffaella Rossi        | Italien     | 3:14:48                     |
| 2017 | Jennifer Fiechter      | Schweiz     | 3:03:09                     |
| 2018 | Michaela Eßl           | Österreich  | 3:01:27                     |
| 2019 | Alba De Silvestro      | Italien     | 2:28:37 (verkürzte Strecke) |
| 2020 | Alba De Silvestro      | Italien     | 2:49:31                     |
| 2022 | Alba De Silvestro      | Italien     | 2:57:42                     |
| 2023 | Elena Nicolini         | Italien     | 3:08:08                     |
| 2024 | Bianca Somavilla       | Österreich  | 3:13:57                     |
| 2025 | Evi Gudelius           | Deutschland | 3:10:35                     |